# Shidian

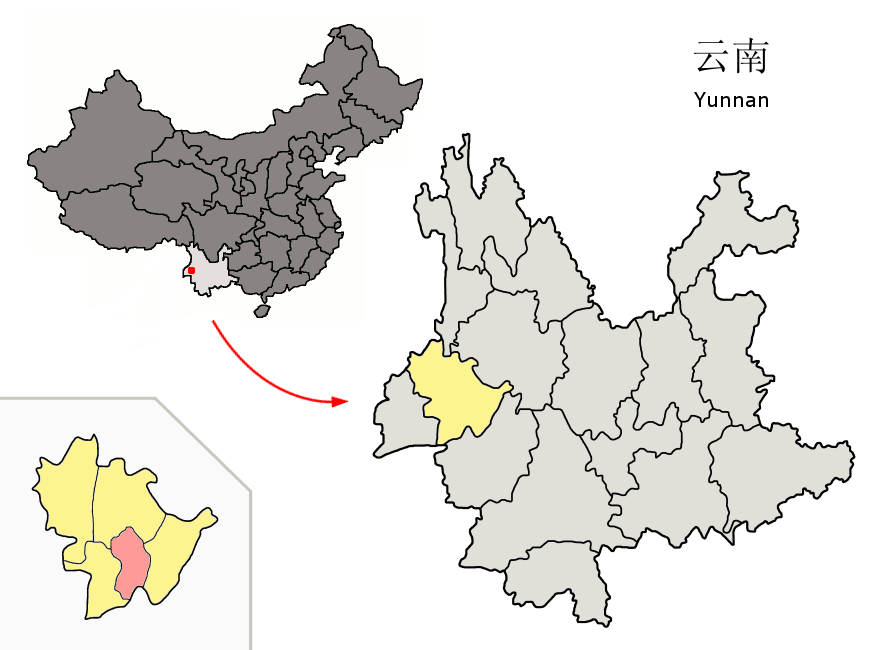
Lage des Kreises Shidian (rosa) in Baoshan (gelb)

Shidian (chinesisch 施甸县, Pinyin Shīdiàn Xiàn) ist ein chinesischer Kreis, der zum Verwaltungsgebiet der bezirksfreien Stadt Baoshan in der Provinz Yunnan gehört. Shidian besitzt eine Fläche von 2009 km². Ende Dezember 2022 hatte der Kreis 348.000 registrierte Einwohner, die meisten davon Han-Chinesen, aber auch Yi, Dai, Hui, Blang und zahlreiche kleinere Ethnien.
Shidian liegt am Ostufer des Saluen, im 2. Monat des Bauernkalenders findet dort die jährliche Drachenmesse (龙会) statt.

## Geschichte
Das Kreisgebiet gehörte ursprünglich zur Ailao-Konföderation von Stämmen in Südwestyunnan (nicht zu verwechseln mit dem Ailao Shan in Zentralyunnan), deren Gebiet im Westen an Thailand und im Süden an das Königreich Việt grenzte. Im Jahr 109 v. Chr. gründete der chinesische Kaiser Liu Che, auch bekannt als Han Wudi, etwas südlich des heutigen Kunming die Kommandantur Yizhou (益州郡), von wo aus wiederum im Nordosten der Baoshan-Ebene der Kreis Buwei (不韦县) gegründet wurde. Die Ailao-Konföderation fühlte sich zunehmend bedrängt und erklärte im Jahr 47 n. Chr. unter Fürst Hu Li (扈栗) ihre Loyalität zu China. Die chinesische Regierung war besonders an der durch Ailao verlaufenden, später als „Yongchang-Straße“ (永昌道), danach als „Burmastraße“ bekannten Handelsroute nach Indien interessiert. Ailao wurde nun als Vasallenstaat betrachtet, Hu Li und die anderen Stammesführer zu Lehnsfürsten (君长) ernannt. Im Jahr 69 schlossen sich schließlich Liu Mao (柳貌) und 77 weitere Stammesfürsten endgültig China an, im Gebiet des heutigen Shidian wurde der Kreis Bonan (博南县) eingerichtet.
Die chinesische Präsenz in Yunnan beschränkte sich damals auf wenige Siedlungskerne. Als schließlich um 550 der westliche Teil des Territoriums der Liang-Dynastie von der Nördlichen Zhou-Dynastie übernommen wurde, wurde der Kreis Bonan aufgegeben. Südwestyunnan, das ehemalige Ailao, war nun unabhängig und in China als „Gebiet der Pu-Stämme“ (濮部) bekannt, zu denen die heutigen Blang gehören.
Während der örtlichen Königreiche Nanzhao (649–902) und Dali (937–1253) gab es zwar den Militärbezirk Yongchang (永昌节度) mit Sitz im heutigen Baoshan, in Shidian existierte jedoch keine untergeordnete Verwaltungseinheit mehr. Erst als Yunnan nach der Eroberung des Königreichs Dali durch den damaligen Prinzen Kublai Khan im Jahr 1253 endgültig zur Mongolei bzw. China kam, gewann Shidian wieder an Bedeutung. Im Jahr 1274 wurde das Befriedungsbüro Dali (大理金齿宣慰司) eingerichtet, und diesem unterstehend die Kommandantur Shidian, damals in der Schreibweise 石甸长官司 („Steiniges Grasland“).
Nachdem die Ming-Dynastie 1368 an die Macht gekommen war, blieben in Yunnan zunächst die mongolischen und zentralasiatischen Offiziere auf ihren Posten. Erst 1382 begann China  mit der Eroberung der Provinz. 1384 kapitulierte Asuru (ᠠᠰᠦᠷᠦ), der Kommandeur von Shidian, mit seinen Truppen und konnte als Vizekommandeur des nun 施甸 („Grasland der Güte“) geschriebenen Standorts bleiben. Als er im folgenden Jahr seinen Bruder mit Tributgaben an den Kaiserhof in Nanjing schickte, wurde ihm der erbliche Titel eines Kommandeurs übertragen. Asuru ließ in Dianyang ein neues Kommandanturgebäude errichten.
Im weiteren Verlauf wuchs jedoch am Kaiserhof das Misstrauen gegen die Nachfahren der von der Vorgängerdynastie übernommenen Beamten. Daher gaben die Kommandeure von Shidian um 1500 ihre mongolischen Namen auf und nahmen den in der örtlichen Blang-Bevölkerung weit verbreiteten Clannamen Mảng an.
Nach der Machtübernahme durch die mandschurische Qing-Dynastie im Jahr 1644 herrschte in Yunnan noch eine Weile die Südliche Ming-Dynastie, in Shidian galt immer noch das von den Mongolen übernommene Verwaltungssystem der Hundertschaften (百户, wörtl. „Hundert Haushalte“). Erst nach der Eroberung Yunnans durch Wu Sangui im Jahr 1659 wurden in Shidian acht Gemeinden eingerichtet, die 1661 dem Kreis Baoshan unterstellt wurden. Gut hundert Jahre später, im Jahr 1770 wurde in Shidian eine eigene Polizeistation (施甸巡政厅) eingerichtet, die der Präfektur Yongchang unterstand. Nach der Xinhai-Revolution wurde 1912 die Präfektur Yongchang aufgelöst und der Kreis Baoshan wiedergegründet. Shidian wurde nun zu einem Unterkreis (分治县). Damals lebten dort primär Blang, aber auch Yi und Dai sowie einzelne Familien aus rund 20 weiteren Ethnien.
1932 wurde der Unterkreis wieder aufgelöst und Shidian direkt von Baoshan aus verwaltet.
Am 5. Januar 1950 wurde Baoshan von der Volksbefreiungsarmee erobert und die Volksregierung des Kreises Baoshan (保山县人民政府) eingesetzt, die zunächst die Verwaltung von Shidian übernahm. 1953 wurden dann im Gebiet von Dianyang sieben Gemeinden gegründet, im Gebiet von Youwang neun Gemeinden. Im Oktober 1958 wurden diese Gemeinden wieder aufgelöst und in den Volkskommunen Taiping, Youwang, Shidian und Yaoguan zusammengefasst.
Am 1. Dezember 1962 wurde mit Genehmigung des Staatsrats der Volksrepublik China der Kreis Shidian gegründet, am 1. Februar 1963 nahm die Kreisregierung im Wenchang-Tempel (文昌宫, der daoistische Gott für Kultur und Literatur) von Dianyang ihre Arbeit auf. Zunächst gehörte der Kreis Shidian zum Autonomen Bezirk Dehong der Dai und Jingpo, im Dezember 1963 kam er jedoch wieder zu Baoshan.

## Administrative Gliederung

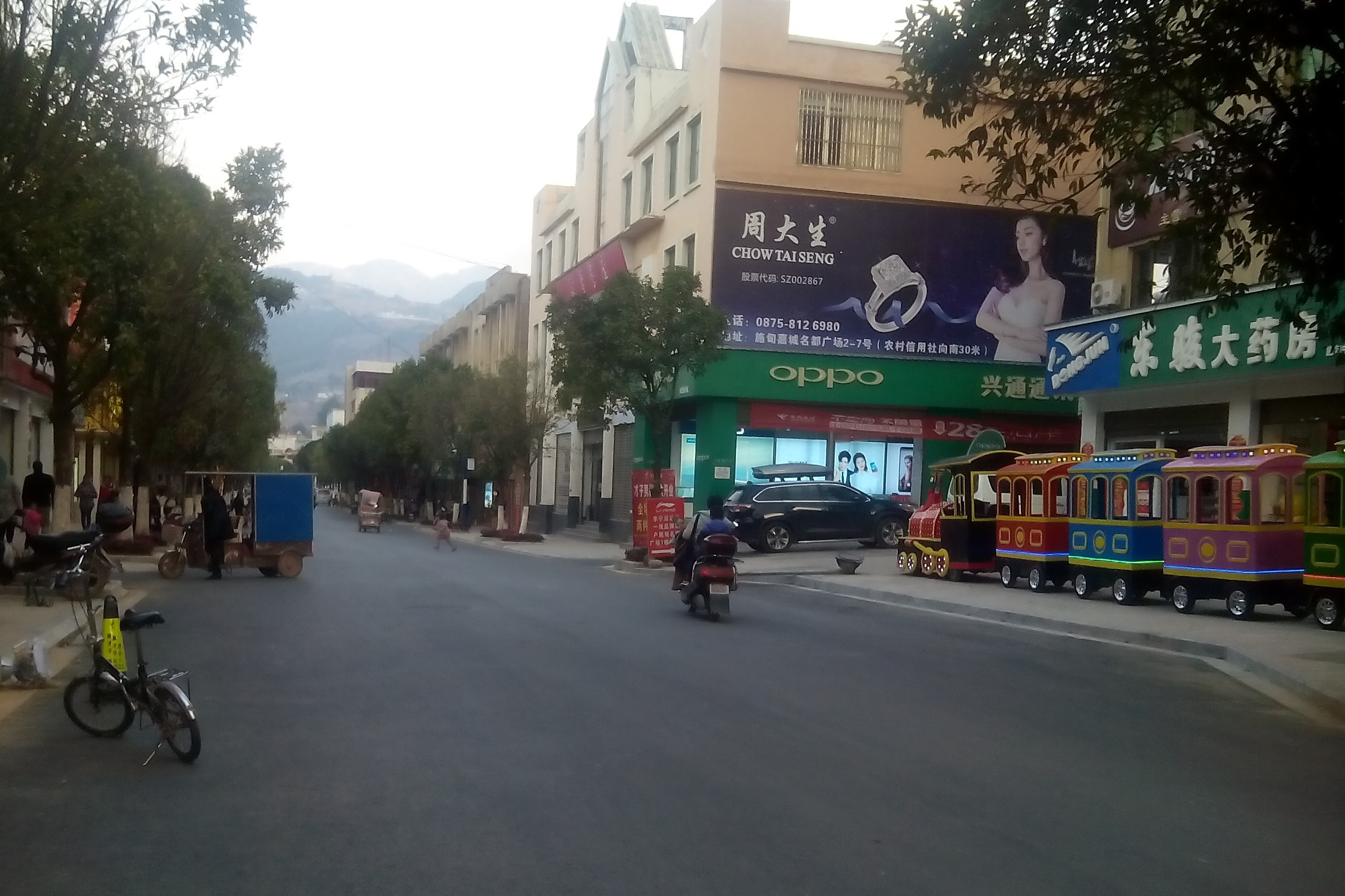
Straße in Dianyang

Auf Gemeindeebene setzt sich der Kreis  Shidian aus fünf Großgemeinden und acht Gemeinden (davon zwei Nationalitätengemeinden) zusammen. Diese sind:
- Großgemeinde Dianyang (甸阳镇), Sitz der Kreisregierung
- Großgemeinde Renhe (仁和镇)
- Großgemeinde Taiping (太平镇)
- Großgemeinde Yaoguan (姚关镇)
- Großgemeinde Youwang (由旺镇)
- Gemeinde Bailang der Yi und Blang (摆榔彝族布朗族乡)
- Gemeinde Heyuan (何元乡)
- Gemeinde Jiucheng (旧城乡)
- Gemeinde Jiufang (酒房乡)
- Gemeinde Laomai (老麦乡)
- Gemeinde Mulaoyuan der Blang und Yi (木老元布朗族彝族乡)
- Gemeinde Shuichang (水长乡)
- Gemeinde Wanxing (万兴乡)

## Verkehrsanbindung
Shidian ist über die Nationalstraße G555 in Richtung Norden mit der Autobahn Hangzhou–Ruili und Baoshan verbunden, der heutigen Version der Burmastraße. In Richtung Süden besteht über die Staatsstraße S238 eine Verbindung nach Lincang. Lincang verfügt über einen Regionalflughafen mit Verbindungen nach Chengdu und Kunming, vom Flughafen Baoshan-Yunrui gibt es auch Flüge nach Peking und Nanjing.